# لوتسینا مالتس
لوتسینا مالِـتس-مایر (لهستانی: Lucyna Malec-Mayer؛ زادهٔ ۲۷ ژوئیه ۱۹۶۶) خواننده و بازیگر اهل لهستان است.
از فیلم‌ها یا مجموعه‌های تلویزیونی که وی در آن‌ها نقش داشته‌است، می‌توان به بچه‌ها و ماهی، شمش‌سازان، سال‌های شیرین، دوستان، در خیابان سپولنی، هتل ۵۲ و در خوشی و سختی اشاره نمود.